# The Damned
The Damned ([ðə dæmd]; рус. Дэмнд) — британская рок-группа, образовавшаяся в 1976 году в Лондоне, Англия. The Damned, начинавшие в числе лидеров второй волны панк-рока, постепенно создали собственный, эклектичный и постоянно менявшийся стиль с элементами готик-, арт- и пауэр-поп-рока. The Damned вошли в историю «тройным первенством»: они выпустили первые британские — панк-сингл («New Rose») и панк-альбом (Damned, Damned, Damned), а кроме того, первыми из британских панк-групп провели американские гастроли. 13 синглов группы и 7 альбомов входили в британский Top 50; хит «Eloise» в 1986 году поднялся до #3. Группа оказала влияние на зарождавшийся в конце семидесятых хардкор-панк своим скоростным звучанием на концертах и в записи (в частности, в первом и третьем альбомах) и текстами остросоциальной тематики, а также на готик-рок; влияние группы признавали музыканты из Offspring, Rancid, Green Day, Guns N' Roses, Nirvana и The Libertines.

## История группы
The Damned образовались в Лондоне в 1975 году; основатели группы барабанщик Крис Миллер (он же Рэт Скэбис) и басист Кэптеном Сенсиблом (наст. имя — Рэй Бернс) познакомились, за год до этого в Кройдоне, где работали уборщиками мусора в Fairfield Halls. Некоторое время они работали в разных составах, затем присоединились к Masters Of The Backside, где пел Дэйв Вэньен, а играла, в числе прочих, Крисси Хайнд. С гитаристом Брайаном Джеймсом Скэбис познакомился на прослушивании в London SS.

Вэниан в то время увлекался «готической» литературой и фильмами ужасов, культивировал «вампирский имидж» и некоторое время работал на кладбище, распевая «I Love the Dead» и «Dead Babies» во время работы с лопатой. Тем не менее, Джеймс и Миллер пригласили его в новый состав, причем, по воспоминаниям вокалиста, дело обстояло так:
Рэт и Брайан уже [играли] вместе, и я узнал, что они прослушивают вокалистов. Мне стало известно, что они решили прослушать вокалиста, который играл на басу. Я объявился на полчаса раньше, чтобы опередить конкурента, но тот так и не появился. Позже я узнал, что претендентом был Сид ВишесОригинальный текст (англ.)Rat and Brian were already together, and I heard they were auditioning for a vocalist. They were also going to audition a singer who could play bass. I got there a half-hour early to check out the competition, but he never turned up. I found out later it was SID VICIOUS.Дэйв Вэньен
Название The Damned было предложено Брайаном Джеймсом — в честь фильма 1969 года о Германии до прихода в ней к власти нацистов. Новая группа, задавшись целью создать, как говорил Джеймс, «музыку хаоса», первое время находилась под влиянием американского гаражного рока: MC5, Iggy and the Stooges и New York Dolls.

### Дебют
Свой самый первый концерт The Damned провели вместе с The Sex Pistols 6 января 1976 года. Сразу же стало ясно, что новая группа не намерена ограничивать себя рамками мрачного социального нигилизма панк-рока и его же музыкальными стереотипами. The Damned выступили на нескольких панк-фестивалях в Британии и Франции. Отношение к ним было неоднозначным: часть музыкальной критики выражала восторг; таблоиды, напротив, отзывались о них крайне уничижительно. Серьёзный ущерб репутации группы был нанесён после того, как один из её фанатов во время концерта лишился глаза после того, как кто-то бросил бутылку в зал (позже в автобиографии «Rotten» Джон Лайдон утверждал, что это сделал Сид Вишес).
Инцидент способствовал формированию скандального имиджа, который совершенно не соответствовал настроению участников группы. «Это был хаос в худшем смысле слова. На наших концертах хаос был совершенно детсадовским, это было очень мило», — говорил Джеймс.
Первая попытка запечатлеть на виниле «истинный хаос», на создание которого была способна группа, было осуществлена продюсером Ником Лоу, за десять дней и на восьмидорожечной аппаратуре записавшим дебютный альбом Damned, Damned, Damned. Пластинка, поднявшаясь до #31 в UK Albums Chart, отличались «скоростным напором и энергичностью», отсутствием политиканства (Allmusic), грубой, но искусной гитарной работой и общей агрессивностью звучания. Появились даже слухи, что Лоу искусственно ускорял звук; и продюсер и музыканты эти инсинуации решительно опровергали. В качестве «гиммика» на обложках первого тиража были изображены участники Eddie and the Hot Rods.
Первым синглом из альбома вышел «New Rose»: он и считается самым первым панк-синглом в истории. За ним последовал второй, «Neat Neat Neat» (1977). Примерно в это время квартет присоединился к Sex Pistols, The Clash и Johnny Thunders & The Heartbreakers и вышел в скандально знаменитый Anarchy Tour. Возникли финансовые трудности, кроме того, Pistols были почти повсюду запрещены, в то время как The Damned выступали свободно. Дело кончилось тем, что группа уже после первого концерта из состава турне была уволена. Впрочем, The Damned заручились поддержкой Марка Болана и сыграли с T.Rex в их прощальных гастролях.

#### Американские гастроли
В апреле 1977 года The Damned провели несколько концертов в Нью-Йорке и Калифорнии; поездка была краткосрочная, но также вошла в историю — как самый первый гастрольный тур британской панк-группы в США. Визит оставил у группы смешанные впечатления: часть зрителей встречала её с энтузиазмом, другая часть — с безразличием. 

В одном из клубов нам пришлось играть перед людьми, которые сидели перед сценой и ели пиццу. Нас это до такой степени возмутило, что мы вытащили стол на сцену, накрыли его скатертью, заказали пиццу и на глазах у всех принялись за еду. Они пришли в ярость от такого поворота событий.Оригинальный текст (англ.)One club we played found everyone sitting in front of us and eating pizza," Vanian recalls. "We were so outraged that we pulled up a table on stage, got a tablecloth, ordered a pizza and ate it while they were watching. Then they got outraged, because the tables were turned.— Дэйв Вэньен
Группа обратила на себя внимание сценической эксцентричностью: Сенсибл нередко выходил на сцену в женской одежде (а иногда без одежды вообще), Вэньен выглядел как «Бела Лугоши и Носферату одновременно», а Скэбиз прославился склонностью к поджиганию своей ударной установки, нередко со взрывным (в прямом смысле слова) эффектом. При этом именно с The Damned стал ассоциироваться (в прессе) феномен «гоббинга» — «взаиморасплёвывания» музыкантов со зрителями. Скэбиз, впрочем, утверждал, что ответственность за это в большей степени несёт Стив Джонс, гитарист Sex Pistols.

#### Music for Pleasure
Во второй половине 1977 года в составе группы начались трения. По завершении американского турне Джеймс преисполнился желанием пригласить второго гитариста, чтобы (согласно биографии на официальном сайте) самому сконцентрироваться «на более тонкой и искусной гитарной работе». Участники группы возражали, отмечая, помимо всего прочего, что сам Джеймс медленно пишет песни для второго альбома, а главное, препятствует авторским начинаниям Рэта Скэбиса и Кэптена Сенсибла.
В конечном итоге Джеймс — как предполагали многие, исключительно, чтобы оставить в тени Сенсибла, куда более талантливого инструменталиста и автора, чем он сам — всё же пригласил в состав второго гитариста Роберта Эдмундса (по прозвищу «Лу»).
Затем он попытался войти в контакт с Сидом Барреттом на предмет возможной работы того в качестве продюсера над вторым альбомом Music for Pleasure. В конечном итоге за работу взялся Ник Мэйсон, барабанщик Pink Floyd. «Уже через пару дней мы и сами поняли, что Ник Мэйсон совершенно нам не подходил. Он не понимал группу, не был знаком с энергией, которая была у нас прежде», — признавал Брайан Джеймс.
Music for Pleasure, явивший собой сочетание экспериментального рока и панка, был лишен той хаотической энергии, на которой был выстроен ранний репертуар группы. Альбом настолько разочаровал Скэйбиса, что тот немедленно объявил об уходе. «Пришло время что-то делать; что угодно, лишь бы не превратиться в одну из тех ужасных, увядших групп, которые я издавна презирал», — говорил барабанщик.
Группа перепробовала нескольких барабанщиков, в числе которых был Джон Мосс (позже — участник Culture Club), но в феврале 1978 года волевым решением Брайан Джеймс распустил состав. Сам он образовал Tanz Der Youth, затем записался соло и создал Lords of the New Church. Вэньен присоединился к пост-глэм-команде Doctors Of Madness. Сенсибл с The Softies выпустил сингл «Jet Boy Jet Girl», после чего образовал недолговечную группу King, исполнявшую психоделический ретро-рок. Скэбис, дав несколько сольных концертов, образовал The White Cats. Ни один из этих проектов, за исключением Lords of the New Church, не выпустил ничего, что обратило бы на себя внимание критики.

#### The Doomed
В начале 1978 года Рэт и Кэптен, соседи по Кройдону, взялись за новый совместный проект. Кэптен переключился на гитару, уговорил вернуться в состав Вэниана и пригласил басиста Генри Бадовски (англ. Henry Badowski), с которым познакомился, играя в The Softies). Группа дала несколько концертов в Европе под названием The Doomed, после чего Бадовски (не выдержав насмешек коллег) ушёл и был заменён Элджи Уордом (англ. Algie Ward, The Saints) который по своим личным качествам более соответствовал характеру группы.
В ходе французских гастролей Рэт был арестован за поджог в отеле и чудом избежал трехмесячного заключения. По возвращении из Франции Вэньен решил на некоторое время исчезнуть из поля зрения и едва не был заменен в составе Питером Мерфи из Bauhaus. На нескольких концертах с группой (по инициативе Рэта) пел Гари Холтон из The Heavy Metal Kids.

#### Machine Gun Etiquette
К концу 1978 года The Doomed снова превратились в The Damned и, как писала пресса, неожиданно вновь обрели прежнюю форму. Группа провела серию новогодних концертов, в ходе которых раздавала зрителям бесплатно копии нового сингла с песнями «Love Song» и «Burglar». Первая из них вскоре поднялась до #20 в UK Singles Chart: этот успех ознаменовал триумфальное возвращение группы. The Damned дважды выступили в программе Top Of The Pops и провели британские гастроли (их французское продолжение оказалось скомканным: многие концерты оказались отменены местными властями). Летом 1979 года группа в качестве хедлайнеров провела турне по Америке, в ходе которого был уволен менеджер Рик Роджерс (англ. Rick Rogers), который тщетно пытался хоть как-то контролировать поведение участников группы. По возвращении в Англию The Damned (в составе: Рэт, Дэйв, Кэптен и Элджи) приступили к работе над следующим альбомом.
Альбом Machine Gun Etiquette (поднявшийся до #31 в UK) оказался стилистически разнообразным: помимо панк-рока («Love Song») группа отдала здесь дань хэви метал («Plan 9 Channel 7»), анархо-поп-року («Smash It Up»), гаражному року (кавер MC5 «Looking At You»). Заметно изменился и вокальный стиль Вэньена: исчезла панковская крикливость, появились задатки гот-крунера.
Между тем, ухудшились отношения между Рэтом и Алджи (в какой-то момент дело у них дошло до драки); в конце 1979 года последний был уволен из группы: в качестве основной причины указывалась проблема с алкогольной зависимостью.

#### The Black Album
В начале 1980 года место бас-гитариста в The Damned занял Пол Грей из Eddie and the Hot Rods, который хорошо знал участников группы с первых дней совместной концертной деятельности и считался высококлассным инструменталистом (The Damned «охотились» за ним в течение двух лет). Новое европейское турне вновь оказалось проблемным: группа устраивала поджоги собственных автобусов, получала угрозы от мафии и незаконно пересекала границы, чтобы избежать конфликтов с властями. Проблемы в какой-то момент обострились настолько, что Пол позвонил своей невесте в Англию и по телефону надиктовал текст завещания.
Следующий студийный альбом, The Black Album продолжил начатое в Machine Gun Etiquette; музыканты продемонстрировали здесь возросшее мастерство инструменталистов и аранжировщиков, а также смелость в освоении ранее не исследовавшихся стилистических областей. Ключевыми вещами двойного альбома критики сочли «Wait for the Blackout», «Silly Kid Games» (здесь Сенсибл исполнил ведущую партию вокала) и 17-минутная композиция Вэньена «Curtain Call», с элементами «симфонической какофонии».
Из альбома вышла серия синглов: «Smash It Up», «Wait for the Blackout», «I Just Can’t Be Happy Today». При всех своих художественных достоинствах The Black Album не сумел повторить коммерческих достижений своих предшественников: это повлекло за собой ухудшение взаимоотношений группы и записывающей компании. Свой Friday The 13th EP группа записала на новом лейбле, который тут же прекратил своё существование. Тем временем по протекции Грея в состав группы был принят клавишник Роман Джагг (англ. Roman Jugg).

#### Strawberries
При посредничестве подруги Пола Грея, занятой в музыкальном бизнесе, группа подписала контракт с Bronze Records и здесь летом 1982 года выпустила альбом Strawberries. Пластинка, хоть и уступавшая двум предыдущим по уровню изобретательности, оказалась, по мнению критиков, энергичной и запоминающейся.
Однако в этот момент начались трения между Рэтом и Полом Греем; отчасти это было связано с алкогольной зависимостью последнего, отчасти — с тем, что Рэту не нравилось чрезмерное внимание подруги Грея к делам группы. Эти проблемы совпали с неожиданным успехом одного из сольных проектов Сенсибла. Примерно в те дни, когда вышел альбом Strawberries, бас-гитарист группы выпустил синглом «Happy Talk», кавер-версию песни группы South Pacific. Ко всеобщему удивлению сингл поднялся до #1 в британских списках и Кэптен неожиданно стал знаменитостью.
Принято считать, что именно это во многом помешало альбому The Damned подняться выше #15 Однако были и другие мнения: The Damned сбросили ауру скандальности, стали брендом, «привычным для домохозяек», и это в какой-то мере способствовало привлечению к группе и её альбому новой аудитории. Группа вышла в продолжительное и весьма экстравагантное турне под названием The Nuns Tour, для которого Вэйньен сам разработал сценическую постановку с использованием красочных витражей колонн и троицей танцующих «нехороших монашенок». Реакция публики также была ошеломляющей. «У меня возникло ощущение, что именно к этому все эти годы я и стремился», — говорил вокалист группы.
Успех альбома Strawberries и последовавшего затем тура The Nuns Tour ознаменовали пик нового взлёта The Damned. Из Европы ансамбль вылетел в США, однако заокеанские гастроли оказались плохо организованными, группу размещали в самых дешёвых отелях, нередко оставляли без наличных; в целом музыканты оставили об этой поездке крайне негативные воспоминания.
Всё это в совокупности надломило группу. В феврале 1983 года состав покинул Пол Грей, позже заметивший: «Это был совсем не тот ансамбль, в который я вошёл за три года до этого. Люди там как-то переменились. Чувство товарищества исчезло». В спешном поиске нового басиста группа прибегла к услугам Брайана Меррика, который и заменил в весеннем турне 1983 года Пола Грея. Последний вскоре оказался в составе UFO. Весной 1983 года The Damned покинули Bronze незадолго до закрытия лейбла и вновь оказались без контракта. Остаток года они с трудом сводили концы с концами, пытаясь разобраться со своей финансовой ситуацией.
Время от времени группа всё же давала концерты. Примечательным был июльский, на котором она выступила в первом отделении Lords of the New Church, группы, образованной Брайаном Джеймсом. В остальном The Damned пребывали в кризисе, усугублявшемся ещё и трудностями, с которыми столкнулся Сенсибл в своих попытках сохранить хорошие отношения с коллегами и как-то свыкнуться с новым «звёздным» статусом. Было замечено, что он явно манкирует своими авторскими обязательствами. В какой-то момент за «пассивность» в попытках поставить группу на ноги был едва не уволен Дэйв Вэньен.

#### Phantasmagoria
Собравшись с силами. Группа выступила в телепрограмме The Young Ones и выпустила сингл «Thanks For The Night» («Nasty» на обороте). Кэптен Сенсибл покинул группу, чтобы посвятить себя сольной карьере и гитаристом группы стал Роман Джагг. Проведя несколько концертов, участники группы решили остатки финансовых средств вложить в оплату студийной работы. Как говорится в официальной биографии группы, «возможно, это было их самым удачным финансовым вложением в жизни».
Демо-плёнка обеспечила The Damned новый контракт с MCA Records, хотя компания пошла на эту сделку с большой неохотой. Первым синглом, выпущенным новым лейблом, стал «Grimly Fiendish», поднявшийся до # 21 в UK Singles Charts: этот результат расстроил как группу, так и лейбл. Тем не менее, The Damned отправились в студию и записали свой шестой студийный альбом Phantasmagoria, ещё более поп-ориентированный, чем предыдущий.

#### Anything
В ходе Phantasmagoria Tour Дэйв Вэньен с одобрения MCA стал выходить на сцену в одеяниях, явно заимствованных из «готического» гардероба. Коллеги не возражали, но часть фанатов отошла от The Damned, восприняв этот шаг как свидетельство дальнейшей коммерциализации группы. Последовавший за альбомом сингл «Eloise» (кавер песни Барри Райана) стал величайшим хитом в истории группы, поднявшись до второго места в UK Singles Chart.
Проведя гастроли по Европе, США и Ближнему Востоку, The Damned в Дании записали Anything, альбом гладкого, мелодичного звучания (в который вошла инструментальная композиция, «The Portrait»), коммерческого успеха не имевший и холодно встреченный критикой. За ним последовал сборник The Light at the End of the Tunnel, очевидно, подводивший на тот момент итог всей музыкальной карьеры группы. The Damned, варьируя состав (то с Сенсиблом, то с Джеймсом) предприняла серию «прощальных» концертов, завершившуюся в 1989 году большим туром We Really Must Be Going («Нам действительно пора уходить»), в ходе которого участники первого состава окончательно попрощались со своими поклонниками.

#### 2000 — настоящее время

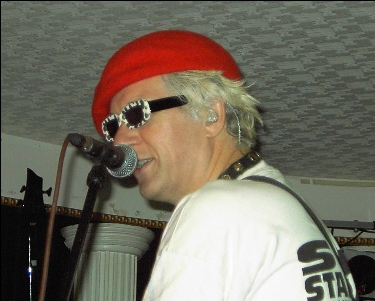
Кэптен Сенсибл, 2006

Альбом Grave Disorder (2001) The Damned выпустили на Nitro Records, лейбле Брайана Холланда (Offspring), фаната группы. (Offspring записали кавер «Smash It Up» для саундтрека к фильму «Бэтмен навсегда».)
В числе музыкантов, в разное время сотрудничавших с The Damned, были — Гари Холтон (вокал, 1978), Хенри Бадовски (бас, 1978), Дэйв Берк (ударные, 1977), Спайк Смит (ударные, 1999), Пол Шепли (клавишные, 1985), Лемми (бас, 1978), Роберт Фрипп (гитара, 1990), Лол Коксхилл (саксофон, 1977) и Патриция Моррисон (экс-Gun Club, Sisters Of Mercy, бас, 1996), которая стала женой Дэйва Вэньена.
Дэйв Вэньен, помимо участия в The Damned, возглавляет собственный коллектив Dave Vanian and the Phantom Chords. Брайан Джеймс после Lords of the New Church сотрудничал с Mad For The Racket, где играли Уэйн Крэймер (MC5) и Стюарт Копленд (The Police). Рэт Скэйбис собрал концептуальный проект Slipper, записывающий саундтреки к несуществующим фильмам.
The Damned (наряду с Buzzcocks и U.K. Subs) стали хедлайнерами всех концертов фестиваля Academy In The UK (2008, Ливерпуле-Ньюкасл).
В июле 2008 года The Damned приступили к работе над новым альбомом So, Who’s Paranoid?, который 28 октября был выложен для скачивания в Интернете, а 27 ноября 2008 года вышел в Британии (американский релиз состоялся 12 декабря) на лейбле The English Channel Records.

## Состав The Damned
| - Дейв Вэньен (Dave Vanian) — вокал, терменвокс - Кэптен Сенсибл — гитара - Монти Оксиморон — клавишные - Эндрю «Пинч» Пинчинг — ударные - Стью Уэст — бас-гитара | - Гари Холтон — вокал - Генри Бадовски — бас-гитара - Брайан Джеймс — гитара - Лу Эдмундс — гитара - Джон Мосс — ударные - Крис Доллимор — гитара - Аллан Ли Шо — гитара - Рэт Скэбис — ударные | - Дэйв Берк — ударные - Гарри Дредфул — ударные - Спайк Смит — ударные - Эги Уорд — бас-гитара - Пол Грей — бас-гитара - Брин Меррик (1958—2015) — бас-гитара - Пол Шепли — клавишные - Джейсон Харрис — бас-гитара - Патриция Моррисон — бас-гитара - Роман Джагг — клавишные |  |

## Дискография
- Damned, Damned, Damned (1977)
- Music for Pleasure (1977)
- Machine Gun Etiquette (1979)
- The Black Album (1980)
- Strawberries (1982)
- Phantasmagoria (1985)
- Anything (1986)
- Not of This Earth (1995)
- Grave Disorder (2001)
- So, Who’s Paranoid? (2008)
- Evil Spirits (2018)
- Darkadelic (2023)